# دوم غيني
دوم غيني (الاسم العلمي: Hyphaene guineensis) هو نوع نباتي يتبع جنس الدوم من فصيلة الفوفلية.